# Джиммі Торнфельдт
Пол Їммі Торнфельдт (швед. Paul Jimmy Thörnfeldt; нар. 14 березня 1976 року), професійно відомий як Джиммі Джокер або просто Joker, — шведський автор пісень і музичний продюсер. Торнфельдт неодноразово брав участь у Melodifestivalen та Євробаченні як автор пісень різних виконавців.

## Біографія
Їммі «Джокер» Торнфельдт є визнаним ім'ям на міжнародній сцені написання пісень. Він працював з такими виконавцями, як One Direction, Дженніфер Лопес, Леді Гага, Pitbull та Енріке Іглесіас. У 2016 році Dale, альбом виконавця Pitbull, у якому Торнфельдт брав участь як автор пісень і продюсер, здобув Греммі в категорії «Найкращий латиноамериканський рок або альтернативний альбом».
З 2021 року Торнфельдт неодноразово брав участь як автор пісень у  Melodifestivalen, шведському національному відборі на Пісенний конкурс Євробачення. Він також неодноразово був співавтором низки пісень різних країн-учасниць Євробачення.

## Дискографія

### Пісенний конкурс Єробачення
| Рік  | Країна     | Учасник                               | Результат | Результат | Співавтори |
| Рік  | Країна     | Учасник                               | Фінал     | Бали      | Співавтори |
| ---- | ---------- | ------------------------------------- | --------- | --------- | --- |
| 2024 | Австрія    | Kaleen — «We Will Rave»               | 24        | 24        | Андерз Вретов Джулі Огорд Томас Стенгорд |
| 2024 | Швеція     | Marcus & Martinus — «Unforgettable»   | 9         | 174       | Джой Деб Ліннея Деб Маркус Гуннарсен Мартінус Гуннарсен                                                                                       |
| 2023 | Кіпр       | Ендрю Ламбру — «Break a Broken Heart» | 12        | 126       | Джиммі Янссон Маркус Вінтер-Джон Томас Стенгорд                                                                                               |
| 2023 | Швеція     | Лорін — «Tattoo»                      | 1         | 583       | Джиммі Янссон Лорін Тальяуї Thomas G: son Моа Карлебекер Петер Бострем                                                                        |
| 2021 | Кіпр       | Елена Цагріну — «El diablo»           | 16        | 94        | Лорелл Боркес Oxa Томас Стенгорд |
| 2021 | Сан-Марино | Сеніт — «Adrenalina»                  | 22        | 50        | Шанель Тукіа Трамар Діллард Джой Деб Кенні Сільвердік Ліннеа Деб Малу Лінн Елоїз Руотсалайнен Сеніт Задік Задік Сузі Панценков Томас Стенгорд |
| 2021 | Швеція     | Туссе — «Voices»                      | 14        | 109       | Джой Деб Ліннеа Деб Андерз Вретов |